# Поздняков, Василий Георгиевич
Василий Георгиевич Поздняков (3 августа 1896 — 12 февраля 1958) — советский военачальник, генерал-лейтенант артиллерии (1944). Один из организаторов противовоздушной обороны Киева в 1941 году. Дважды кавалер ордена Красного Знамени, кавалер Орден Отечественной войны I степени и Орден Кутузова II степени.

## Биография
Родился 3 (15) августа 1896 года в селе Поляна Нижнеломовского уезда Пензенской губернии (ныне — Пензенская область). В Красной армии с 1918 года, участвовал в Гражданской войне против войск генерала Деникина.

### Служба в 1920—1930-е годы
В 1920—1922 годах — военный комиссар Пензенского губернского военного конного запаса, затем военком артбатареи в Казани, помощник военкома артдивизиона в Алатыре, позднее — в артиллерии 33-й стрелковой дивизии ПриВО. В 1924—1925 годах окончил курсы усовершенствования офицеров артиллерии (Детское Село) и был назначен командиром батареи и начальником полковой школы в 31-м артиллерийском полку 31-й стрелковой дивизии. Позднее командовал линейным и учебным дивизионами 106-го артиллерийского полка РГК ПриВО. После обучения при Военно-технической академии им. Ф. Э. Дзержинского служил в ПВО — командиром артдивизиона в Свердловске, затем в Хабаровске, командиром 17-го полка ПВО и начальником пункта ПВО.

### Перед войной
В 1933—1935 годах командовал 85-м артиллерийским полком. В 1937—1938 — командир 11-й отдельной артиллерийской бригады ПВО, в 1938—1939 — начальник артиллерии 3-й дивизии ПВО.
С июля 1939 года — начальник отдела ПВО Киевского Особого военного округа. 29 октября 1939 года получил звание комбриг, 4 июня 1940 — генерал-майор артиллерии.

### Великая Отечественная война
С 4 июня 1940 по 14 ноября 1941 года командовал 3-й дивизией ПВО, обеспечивавшей противовоздушную оборону Киева. Под его руководством была создана сеть ПВО города, успешно отражавшая налёты Люфтваффе в ходе обороны Киева.
В ноябре 1941 года назначен начальником отдела ПВО артиллерии Юго-Западного фронта.
В 1942—1944 годах занимал должности заместителя командующего артиллерией по ПВО на Сталинградском, Донском, Центральном и Белорусском фронтах. С февраля 1944 до июля 1945 года — заместитель командующего артиллерией по ПВО 1-го Белорусского фронта, участвовал в Берлинской операции.
9 февраля 1944 года присвоено звание генерал-лейтенант артиллерии. С июля 1945 по июль 1947 — аналогичная должность в Группе советских войск в Германии.

### После войны
В июле 1947 года вышел в отставку и проживал в Киеве. Умер 12 февраля 1958 года. Похоронен на Лукьяновском военном кладбище.

## Звания
- Комбриг — 29 октября 1939
- Генерал-майор артиллерии — 4 июня 1940
- Генерал-лейтенант артиллерии — 9 февраля 1944

## Награды
- два ордена Красного Знамени — 27.03.1942, 31.07.1944
- Орден Отечественной войны I степени — 27.08.1943
- Орден Кутузова II степени — дата уточняется по наградным документам

## Участие в войнах
- Гражданская война в России
- Великая Отечественная война:
  - Оборона Киева (1941)
  - Сталинградская битва
  - Курская битва
  - освобождение Белоруссии
  - Берлинская операция

## Память
Имя В. Г. Позднякова упоминается в ряде исторических и краеведческих публикаций, посвящённых обороне Киева в 1941 году и развитию системы ПВО СССР в предвоенные и военные годы.
Материалы о его службе и наградах представлены в экспозициях:
- Музей Победы (г. Москва)[2] — в разделе, посвящённом обороне Киева и деятельности войск ПВО;
- Центральный музей Вооружённых сил Российской Федерации — в экспозиции по Великой Отечественной войне;
- Музей ПВО (г. Балашиха) — в зале, посвящённом командованию противовоздушной обороны в годы войны.

В электронной базе «Память народа» опубликованы наградные листы В. Г. Позднякова, а также воспоминания сослуживцев, отмечающие его вклад в организацию противовоздушной обороны на разных фронтах.
В 2016 году в сети был опубликован ряд статей на военно-исторических порталах («Элита армии», «8-я отдельная армия ПВО») с подробным описанием биографии генерала и фотографиями из архивов.